# .ml
.ml je internetová národní doména nejvyššího řádu pro Mali (podle ISO 3166-2:ML).
Od dubna 2013 je možné bezplatně registrovat doménové jméno na stránkách organizace Freenom. Na takto zaregistrovanou doménu se pohlíží jako na plnohodnotnou doménu druhého řádu, nicméně, při bezplatné registraci není možné si nárokovat vlastnictví doménového jména. Stále je možné za doménu zaplatit a tím se stát skutečným vlastníkem.

## Domény druhé úrovně
Jsou používány následující domény druhého řádu:
- .com
- .org
- .net
- .edu
- .gov